# Una mamma imperfetta
Una mamma imperfetta è una serie televisiva e webserie scritta da Ivan Cotroneo e diretta da Stefano Chiantini, prodotta in due stagioni da RCS, Indigo Film, Rai Fiction e la 21 dello stesso Cotroneo.

## Trama
La serie ruota attorno al personaggio principale, Chiara. Costei affronta i problemi di una mamma totalmente indaffarata alle prese con i suoi due figli (Antonio e Maria), un lavoro che le piace ma che non ha quasi mai tempo di fare (e quindi arriva costantemente in ritardo) e suo marito Davide.
La protagonista è affiancata da tre amiche Irene, Claudia e Marta, con le quali spettegola su tutti.

## Personaggi
- Chiara: è la protagonista della serie. Sposata con Davide e madre di Antonio e Maria. Lavora in uno studio di ricerche statistiche, e tiene un video-diario.
- Irene: sposata con Luigi. Hanno una figlia, Carolina.
- Claudia: sposata con Gustavo, hanno un bambino in adozione, Patrick.
- Marta: è la moglie scostante di Giacomo e madre disattenta di tre gemelli.
- Davide: è il marito di Chiara, e padre di Antonio e Maria. Ha una madre apprensiva, un lavoro soddisfacente, e si dimentica sempre tutto.
- Giacomo: marito di Marta e padre dei suoi tre gemelli. È innamoratissimo di Marta, che però lo trascura.
- Luigi: marito di Irene e papà di Carolina, è narcolettico.
- Gustavo: è il marito di Claudia, con la quale ha un bambino in adozione.
- Antonio: figlio primogenito di Chiara e Davide e fratello di Maria, ha dieci anni e gioca a calcetto.
- Maria: seconda e ultima figlia di Chiara e Davide, è sorella più piccola di Antonio e frequenta lezioni di ginnastica artistica.
- Mariolina: è la madre "perfetta" di Stella; fa di tutto per farsi amare da tutti, tranne che dalle mamme meno perfette di lei, che snobba.
- Eugenio: unico esempio di padre "perfetto" della piccola Nora, sua figlia, la cui madre l'ha abbandonata.
- Elisabetta: giovane collega di Chiara, convive con un uomo, finché non capisce di non essere più innamorata di lui. Viene chiamata anche "Betta".
- Roberto: capo di Chiara e Elisabetta.
- Vittoria: suocera di Chiara.

## Produzione

### Cast
Nelle due serie compaiono come guest star, nel ruolo di sé stessi, Riccardo Scamarcio, Nada, Claudia Gerini, Pierfrancesco Favino e Ilaria D'Amico.

### Location
La serie è stata girata a Roma ,nel quartiere Flaminio, dove si svolgono la maggior parte delle scene presenti in essa.

## Trasmissione e distribuzione
Gli episodi della prima stagione, in tutto 25 e della durata di 8 minuti ciascuno, sono andati in onda su Rai 2 dal 9 settembre 2013 alle ore 21 (tra il TG2 ed il programma di prima serata), dal lunedì al venerdì.
Gli episodi, prima di andare in onda sulla Rai, erano stati pubblicati on line su Corriere.it dal lunedì al venerdì dal 6 maggio 2013 e sono rimasti ivi visionabili sino al 7 giugno dello stesso anno.
Quelli della seconda stagione, 25 e mediamente di 10 minuti ciascuno, sempre scritti da Ivan Cotroneo e diretti da Stefano Chiantini, sono andati in onda sempre su Rai 2 a partire dal 14 ottobre 2013. Anche questi ultimi sono stati trasmessi in anteprima su Corriere.it in contemporanea con la messa in onda della prima serie.
Dall’8 maggio 2020, la serie è stata rieditata e resa disponibile sulla piattaforma Raiplay in 10 episodi di 30 minuti.

## Episodi
| Stagione         | Episodi | Prima TV |
| ---------------- | ------- | -------- |
| Prima stagione   | 25      | 2013     |
| Seconda stagione | 25      | 2013     |

## Premi e riconoscimenti
- 2013: Nastro d'argento come serie web dell'anno.[4]
- 2013: Premio Bellisario per la migliore serie web
- 2013: Cineciak d'oro Migliore serie web

## Remake
A ottobre 2013, al MIPCOM di Cannes, il network statunitense ABC, del gruppo Disney, ha opzionato i diritti per il remake statunitense della serie .

## Film
Quale sequel della serie, è stato prodotto Il Natale della mamma imperfetta, scritto e diretto da Ivan Cotroneo, presentato per un giorno solo al cinema e andato in onda su Rai 2 in prima serata il 27 dicembre 2013.